# Milijarda
Milijarda je riječ koja označava tisuću milijuna ili  1 000 000 000. Ona je deveta potencija broja 10, što se piše 109.
Broj milijarda označava se riječju billion na tzv. kratkoj skali u Ujedinjenom Kraljevstvu, SAD-u, Kanadi, Australiji, Irskoj i drugim državama engleskog govornog područja. Na dugoj skali, bilijarda znači tisuću bilijuna ili 1015, dok je bilijun jednak tisuću milijardā ili 1012.
Vrijednost između 109 in 1011 može se predočiti sljedećim popisom:
- katalog zvijezda: Guide Star Catalog II obuhvaća 998 402 801 nebesko tijelo.
- neuroni u mozgu: oko 1011 neurona u ljudskom mozgu.
- broj zvijezda u našoj galaktici: oko 4 · 1011 zvijezda u našoj galaktici.

Mjerni prefiks koji znači milijardu jest giga. Milijarda vata je, na primjer, 1 gigavat ili 1 GV.